# 拿破仑维尔 (路易斯安那州)
拿破仑维尔（英語：Napoleonville），是美国路易斯安那州下属的一座村镇。根据2010年美国人口普查，该市有人口660人。建置上，属于“village”。

## 友好城市
- 法國 蓬蒂维